# Stefan Bakałowicz
Stefan Bakałowicz (russifié en Stepan Vladislavovitch Bakalovitch, Степан Владиславович Бакалович), né le 10 octobre 1857 à Varsovie et mort à Rome le 2 mai 1947, est un peintre polonais, né sujet de l'Empire russe.
Presque toute sa vie actif en Italie, il est un représentant de l'académisme de la fin du XIXe et du début du XXe siècle qui prisait les sujets inspirés de la Rome antique.

## Biographie

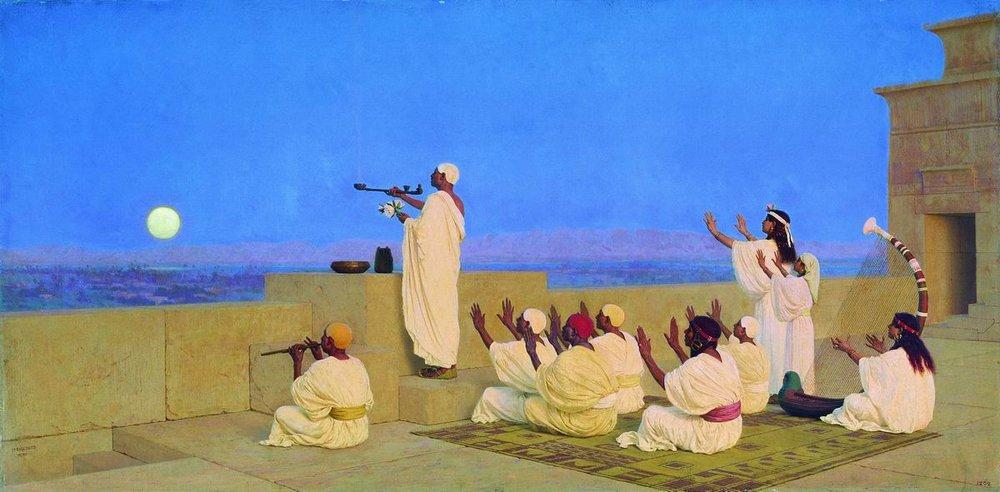
Prière à Khonsou (1905), Saint-Pétersbourg, Musée russe.

La mère de Stefan Bakałowicz, Wiktoryna (1835-1874) est une varsovienne et fameuse actrice de théâtre. Son père Władysław (Ladislas, 1833-1903), est un peintre académique de scènes historiques sur le règne d'Henri III ou de Louis XIII, et lui prodigue sa première formation artistique. Après le lycée, Bakałowicz devient élève de peintres, dont le plus connu est Wojciech Gerson.
Il entre comme boursier à l'école de l'Académie impériale des beaux-arts de Saint-Pétersbourg en 1876 et y étudie jusqu'en 1881. Il a pour maîtres Vassili Verechtchaguine ou Tchistiakov. Il obtient deux petites médailles d'argent pour un dessin d'après nature et pour une étude en 1877, deux grandes médailles d'argent en 1878 pour une étude, et en 1879 pour La Mort de Germanicus, une petite médaille d'or en 1880 pour Jacob reconnaît la tunique de son fils Joseph, vendu par ses frères en Égypte, une grande médaille d'or en 1881 pour Saint Serge bénit Dimitri Donskoï. Il sort de l'académie avec le rang d'artiste de première classe, doté d'une bourse pour un voyage d'études de cinq ans à l'étranger.
Bakałowicz se rend alors à Cracovie, où il fait la connaissance de Jan Matejko, puis à Paris (1882-1883). Il fait un voyage en Algérie en 1883, puis demeure à Rome, afin d'étudier de près les sujets antiques.
Il consacre alors la vie à l'histoire antique romaine, passant le temps libre à parcourir la péninsule italienne, et à participer à des fouilles archéologiques. Cependant une partie de son œuvre en Italie est dédiée aux portraits mondains.
Il envoie à Saint-Pétersbourg de grandes toiles pour des salons :
- en 1885, deux tableaux, Romaine chez un marchand oriental devin, et Printemps ;
- en 1886, quatre tableaux, Conversation vespérale, Les Voisines, Le Message, Catulle lisant ses poèmes à ses amis (acheté par Tretiakov pour sa galerie), pour lesquels il est reçu à l'Académie dans la section de peinture historique.

Ses œuvres rencontrent le succès et la famille impériale en achète quelques-unes.
Il est membre des sociétés artistiques de Saint-Pétersbourg, de Moscou — notamment de la Société des artistes de peinture historique —, de Varsovie, de Rome et expose à l'Académie impériale des beaux-arts et à d'autres expositions de la capitale et de la province, ainsi qu'à l'étranger. On l'appelle l'Alma-Tadema russe. Sa clientèle se trouve principalement en Russie et à Rome.
Il visite l'Égypte en 1903. Après ce voyage, Stefan Bakałowicz introduit des thèmes orientaux dans ses peintures, bien qu’il ait déjà réalisé deux toiles orientalistes avant de s’y rendre : La Danse égyptienne en 1888 ainsi que Le Scribe royal Rahotep en 1901. D’après la revue polonaise Tygodnik Illustrowany, Bakałowicz aurait séjourné cinq mois en Égypte. Le peintre aurait atteint la première cataracte du Nil, aurait visité Thèbes, vu les colosses de Memnon, les pyramides et en aurait fait de nombreux croquis, actuellement non localisés. Grâce à la précision de la représentation des artefacts reproduits, ses peintures sont devenues une sorte de « vulgate de l'égyptologie » pour tout amateur, néophyte ou passionné. En effet, les peintures égyptiennes ont joué un rôle particulier en influençant la perception de l'antiquité. En tant que critique d'art, Alfred de Tanoüarn a commenté la peinture « archéologique », qui pourrait également être appliquée aux œuvres égyptisantes de Bakałowicz : « Gracieux sans affectation, simple sans avidité et savant sans pédantisme[réf. nécessaire] ».
À partir des années 1910, la popularité de Bakałowicz a commencé à décliner, tant parmi la critique que parmi les acheteurs. Alors que durant les trois décennies qui ont précédé il était considéré comme un illustrateur archéologique, il est ensuite qualifié de peintre rétrograde à qui on reproche son manque d'originalité et son style pompéien, passé de mode . Un article de 1911, publié dans la revue Nivaа constatait que  Bakałowicz était le dernier Romain russe dans l'ancienne colonie universitaire de Rome. Les historiens d'art le considèrent comme un pilier de l'académisme tardif. En 1913, l'académie des beaux-arts lui refuse l'organisation d'une exposition personnelle dans ses locaux, considérant sa peinture thématiquement obsolète. En 1914, lors de la XXII exposition de la société des artistes de Saint-Pétersbourg il présente pour la dernière fois ses travaux en Russie. Sa connexion avec la Russie est rompue . Sa manière de créer n'a  pas changé: par son style et ses sujets il est difficile de donner une liaison temporelle à l'action de ses toiles parce qu'il continue à voir l'éternité dans les réalités de l'Orient,.
Les principales réalisations de Stepan Bakałowicz entre les deux guerres mondiales de 1919 à 1939, sont des portraits. Il a peint le portrait de personnalités laïques et ecclésiastiques polonaises et européennes, parmi lesquels par exemple, celui du cardinal  August Hlond, majorat du château de Niasvij, Albrecht Radziwill (ru). Également le portrait d'un aristocrate suédois, chambellan pontifical, devenu  marquis Claes Lagergren (it). Il semble qu'il l'ai peint l'année de la mort de ce dernier en 1930 mais pas d'après nature, sur base d'une photographie. Sur cette toile sont représentées toutes les armoiries de sa famille ainsi que la devise latine Foi et fidélité. En 1933 est fêté l'anniversaire d'un demi-siècle de son activité artistique. Il est alors cité par les médias polonais et appelé patriote pour sa participation à l'histoire de sa patrie. Ses talents de peintre sont reconnus par la critique ainsi que sa profonde connaissance de l'antiquité et sa capacité à en reproduire les plus petits détails . En 1936 il entre au conseil d'administration de la société des artistes polonais ''Le Capitole'' (en), créée en Italie ,.
Le 7 mars 1940, son épouse, avec laquelle il a vécu 54 ans, décède. Elle est enterrée au cimetière communal monumental de Campo Verano,. Le décès de son épouse a provoqué un choc émotionnel tel qu'il en a presque perdu la vue. Devenant aveugle, il a été pris en charge par la sœur de sa femme jusqu'à ce qu'elle décède à son tour en décembre 1946. Âgé de 89 ans, l'artiste meurt quelques mois plus tard le 2 mai 1947 dans son appartement de la Via del Babuino, au 135. Son neveu Aloisi a été reconnu seul héritier, Bakałowicz n'ayant pas d'enfant, et, en 1949, il a organisé une exposition de plus de 40 toiles entrées en sa possession. Plus tard celles-ci ont été dispersées dans des collections de toute l'Europe.

Œuvres de Stefan Bakałowicz
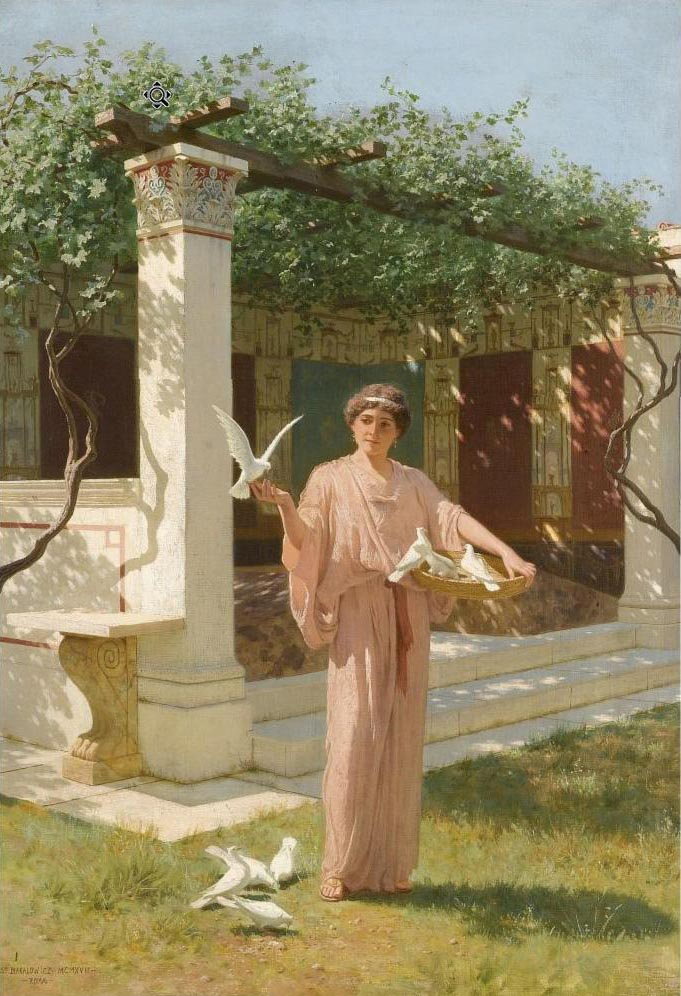
Jeune fille romaine nourrissant des colombes, localisation inconnue.
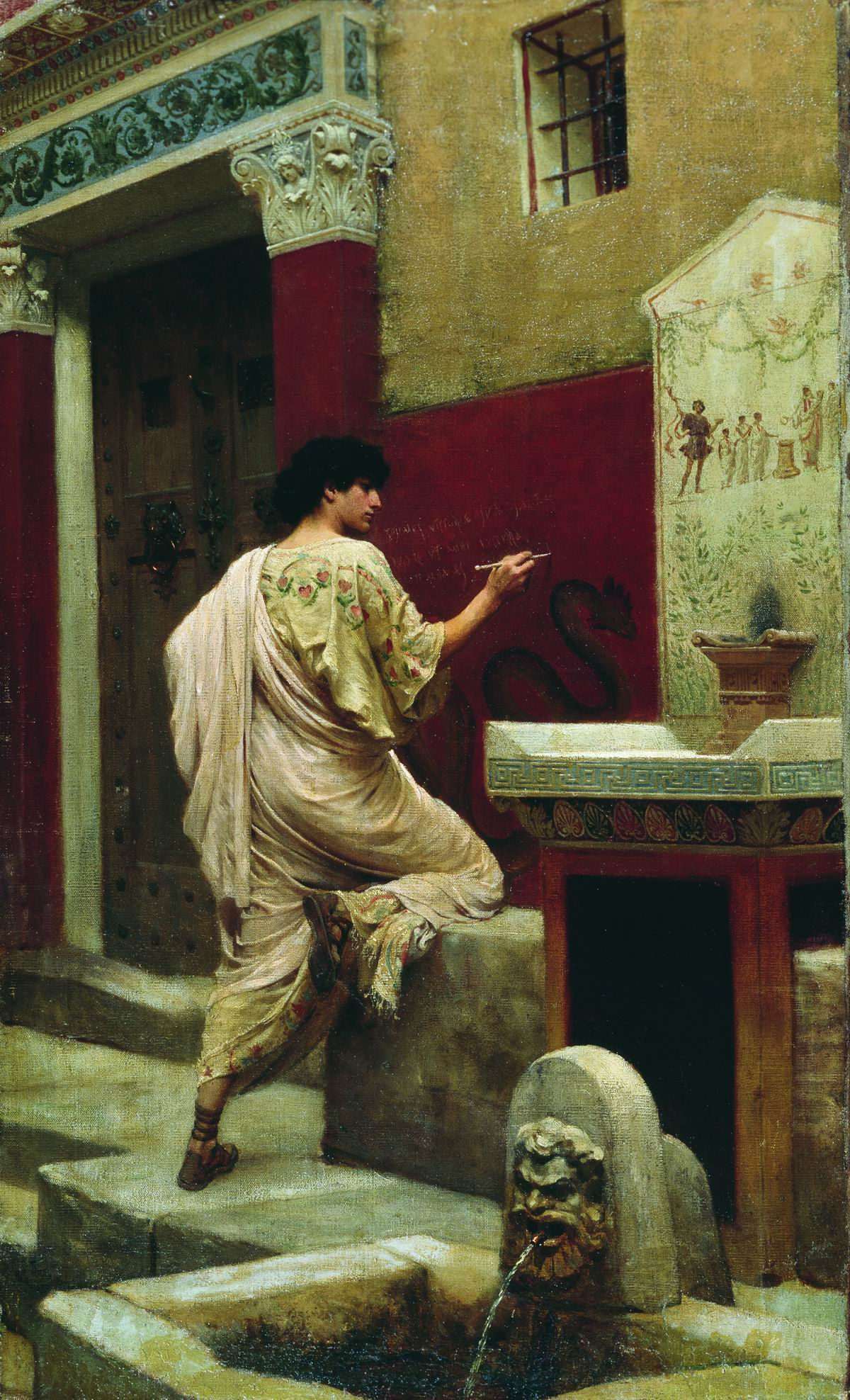
Jeune homme aux murs de Pompéi, Tcheboksary, musée d'État des Beaux-Arts de Tchouvachie.
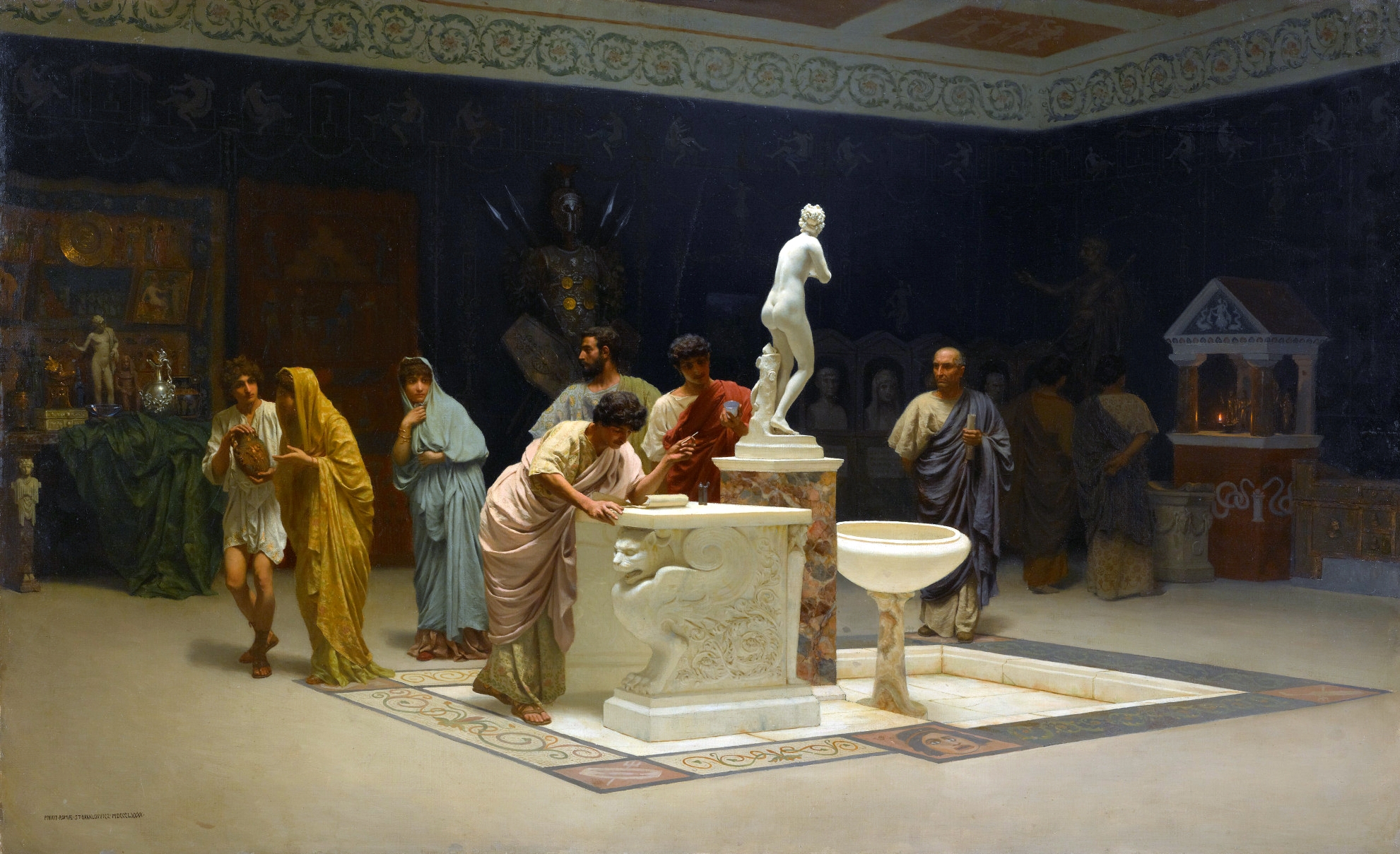
Salle de réception chez Mécène (1887), Saint-Pétersbourg, palais de Pavlovsk.
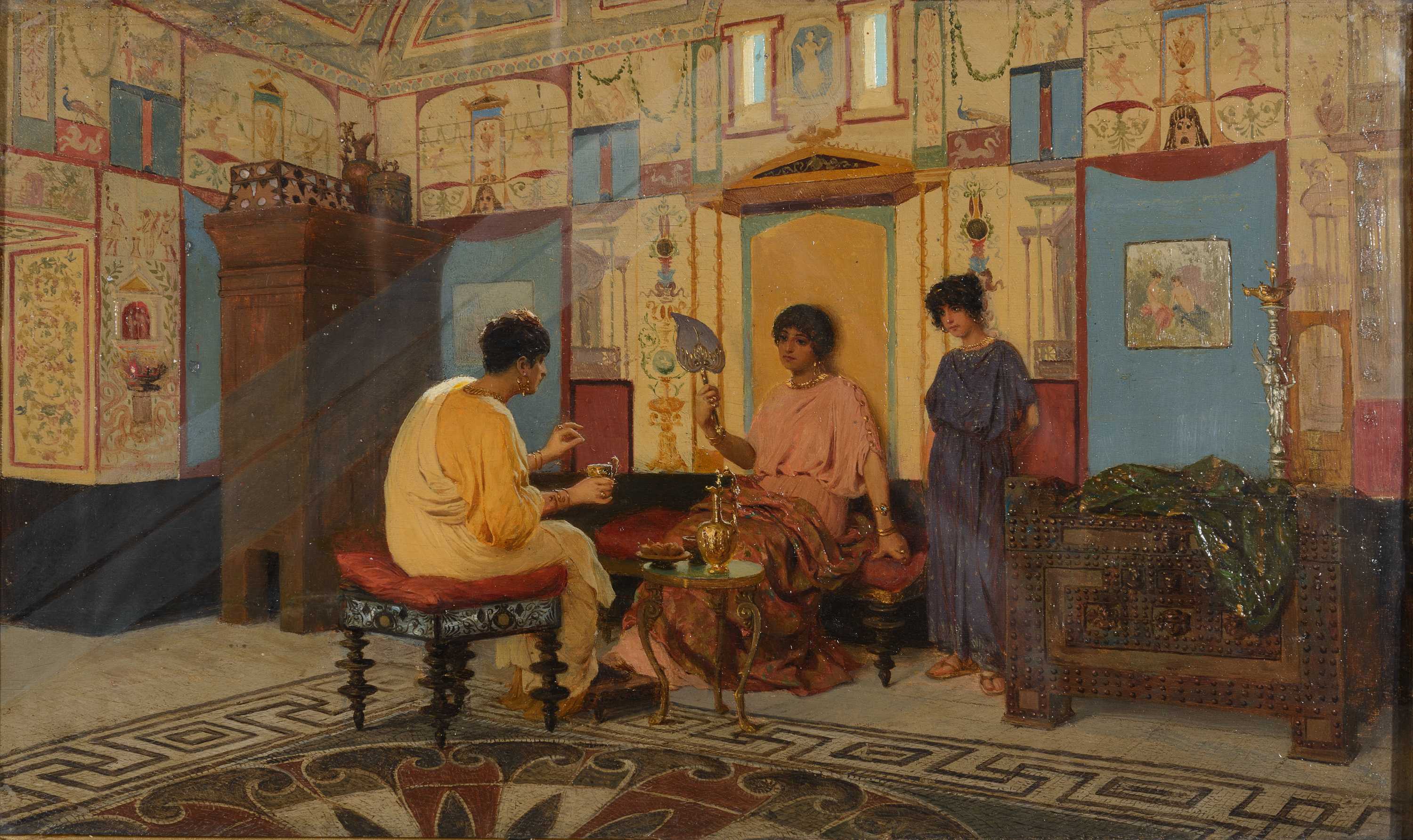
Les Voisines (1885), Saratov, musée d'Art Radichtchev.

## Caractéristique de la peinture

### Classicisme post-académique
La critique d'art E. V. Nesterova (de l'Institut Répine) fait observer que Bakałowicz faisait partie de la tradition académique tardive. Celle-ci  exprimait des vérités élevées et orientait les artistes vers la recherche du héros idéal qui incarnait une perfection morale et physique. Mais les méthodes de formation des artistes académiciens comprenaient également des principes relatifs à la composition et à la couleur. Le personnage principal devait être au centre de la toile et se démarquer par la lumière et la couleur .
La technique académique était très laborieuse. Bakałowicz a étudié les instructions des enseignants de l'Académie des arts et a développé sa manière classique, basée sur l'étude minutieuse des détails, en utilisant des frottis très fins, en appliquant des glacis sur base d'un dessin préparatoire. La radiographie des toiles du peintre montre que durant son travail il pouvait apporter de nouveaux détails, changer la position des figures. Il travaillait généralement sur des toiles denses en utilisant de la peinture à l'huile prête à l'emploi. Il a réalisé fréquemment des peintures de petit format sur des planches Lefranc & Bourgeois, spécialement préparées par ce fournisseur pour les cours de peinture. Selon la critique d'art Marta Ianovna Kryjanovska, dès les premières études, le travail de Bakałowiczs se caractérisait par des motifs gracieux et sa coloration impressionnante.

### Reconstitutions archéologiques de Bakałowiczs

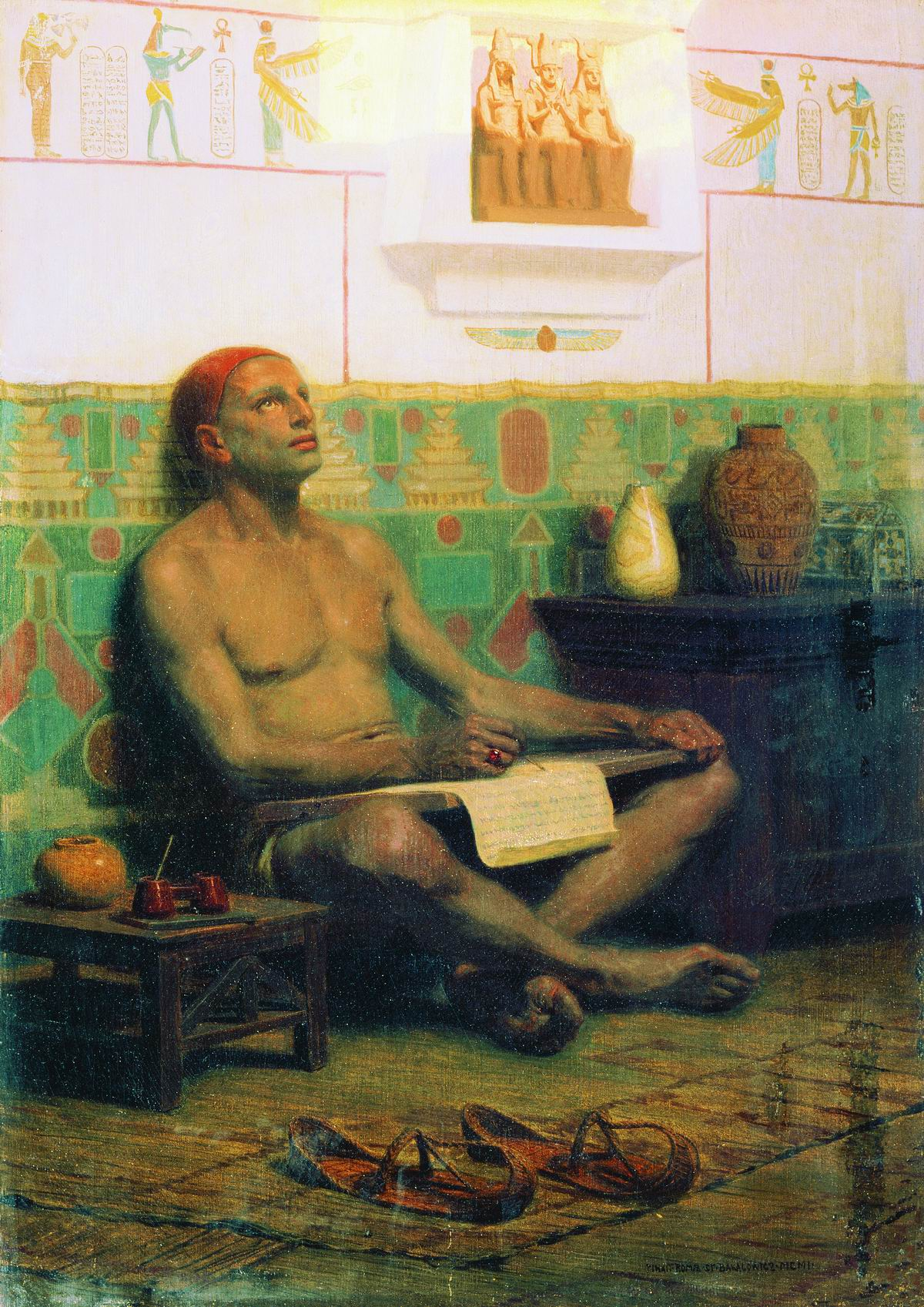
Ra-Hotep — scribe du pharaon. Huile sur toile 1904, Musée d'Art de Iaroslavl.

Le chercheur français Valentin Boyer a consacré un article aux œuvres égyptiennes de Bakałowicz, qui illustrent la synthèse historique réalisée par ce peintre. La toile Scribe royal Ra-Hotep en est un exemple : le scribe est représenté vêtu d'un tablier et d'un bonnet sur la tête, adossé à une tapisserie murale ornée de motifs géométriques. Il est assis les jambes croisées, tenant en main un qalam, prêt à commencer à écrire sur un papier, posé sur une planche sur ses genoux. Il réfléchit, comme en témoigne son regard inspiré. Sa corpulence est athlétique, malgré les plis du ventre attestant d'une vie sédentaire et d'un bon appétit; la riche décoration de la pièce renseigne sur son statut social élevé.  Outre la physionomie du scribe, la toile décrit une masse de détails. À côté du scribe, sur une petite table sont posées des fournitures pour écrire:  
un double encrier et un vase sphérique. À sa gauche se trouve une large commode sur laquelle sont posés deux vases en albâtre peint. Sur le tapis devant le scribe trainent des sandales tressées. Au-dessus de lui plus haut que la tapisserie figure une statuette de la triade des dieux Thot, Isis et Anubis; leurs noms sont inscrits dans un cartouche. Il n'y a pas de correspondance archéologique exacte connue de cette pièce.
La toile Scribe royal Ra-Hotep a été créée avant le voyage en Égypte de Bakałowicz. Selon I. Bogoslovskaïa, les modèles les plus probables de la composition étaient les statues de scribes du Louvre, que le peintre connaissait bien. Il est également possible qu'il ait travaillé d'après de la littérature spécialisée, telle que celle dans laquelle figuraient les monographies de Georg Moritz Ebers et Karl Richard Lepsius. Le nom du personnage du scribe renvoie clairement à celui de la statue de Rahotep et Néfret (it) (Rahotep et Néfret) au musée égyptien du Caire, dont François Auguste Ferdinand Mariette a fait publier des reproductions. La seule inexactitude dans ce tableau est que le papyrus qui est étalé devant le scribe, montre une écriture de gauche à droite alors qu'en réalité, en Égypte, dans les volumens, les hiéroglyphes étaient orientés de droite à gauche et non l'inverse.

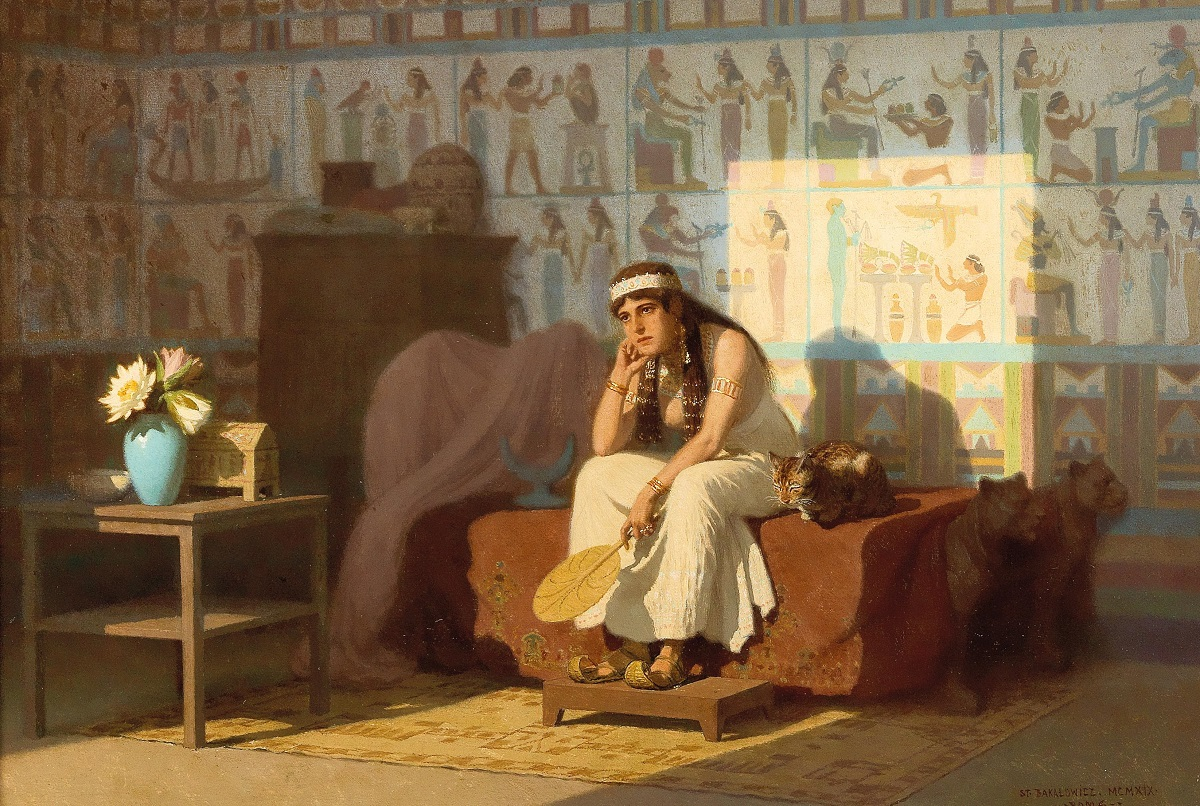
Intérieur de harem Toile, huile,, 1919. Collection privée.

La toile de 1919 Intérieur de harem réalisée après le voyage en Égypte est également bien fournie en renseignements archéologiques. Elle présente une jeune femme tenant un éventail à la main, assise dans une pose mélancolique sur le bord d'un lit. L'héroïne et son chat sont placés apparemment en face d'une ouverture de porte ou de fenêtre qui remplit la pièce d'une lumière douce. Les peintures murales à l'arrière-plan, en grande partie dans l'ombre, sont d'une richesse exceptionnelle. Elles sont construites comme une frise à deux étages, remplies de motifs végétaux et de scènes de culte à différentes divinités. La composition rappelle les œuvres de Gérôme, Louis Boulanger ou encore  Lecomte du Nouÿ. Le lit se trouve au centre de la composition, et n'est pas purement de style imaginaire dans le chef de l'artiste. Un tel lit avec deux têtes de lions se retrouve dans le catalogue du musée égyptien de 1914 et des exemplaires similaires ont été conservés dans la collection du Musée égyptologique de Turin, et aussi au British Museum. Ce genre de motifs était très apprécié de l'artiste qui ne les considérait pas comme spécifiquement égyptiens, car Bakałowicz les a utilisés également dans des toiles consacrées à la vie intime des anciens Romains.
La robe de la jeune femme est un exemple de reconstitution historique de Bakałowicz. C'est une robe de gaze blanche à deux bretelles laissant apparaître la poitrine dénudée. Selon Boyer, c'est soit le résultat d'un malentendu, soit l'imagination érotique du peintre qui permet de représenter les seins nus. En effet, les artistes égyptiens stylisaient les seins et dans les images sur papyrus ou les fresques des tombes, ou encore dans les modèles de robes, la femme ne laissait pas ses seins découverts aux regards étrangers. Au cou de la femme, le peintre représente un collier égyptien de la période qui court de la Ve dynastie égyptienne à celle de Ptolémée. Les boucles d'oreilles sont réalisées d'après nature: leur prototype a été découvert par Mariette à  Abydos en 1859 et est conservé au musée du Caire. Malgré la richesse des détails de ses toiles, Bakałowicz n'a pas abusé de la coloration à l'égyptienne, contrairement à nombre de ses contemporains. Ses toiles Le Scribe… et Le Harem… associent l'utilisation de la même technique artistique : l'éclairage naturel permet d'inscrire la figure du héros ou de l'héroïne dans un carré lumineux. Les détails par contre sont plongés dans la pénombre de la pièce. L'image des chaussures du scribe ou plutôt des babouches ou en russe des tapotchki aux bouts recourbés est un exemple de l'égyptomanie et des tentatives de l'artiste de recréer sa propre Égypte ancienne, selon Boyer.

### Successeurs: place de Bakałowiczs dans l'art

Œuvres caractéristiques de S. Bakałowicz
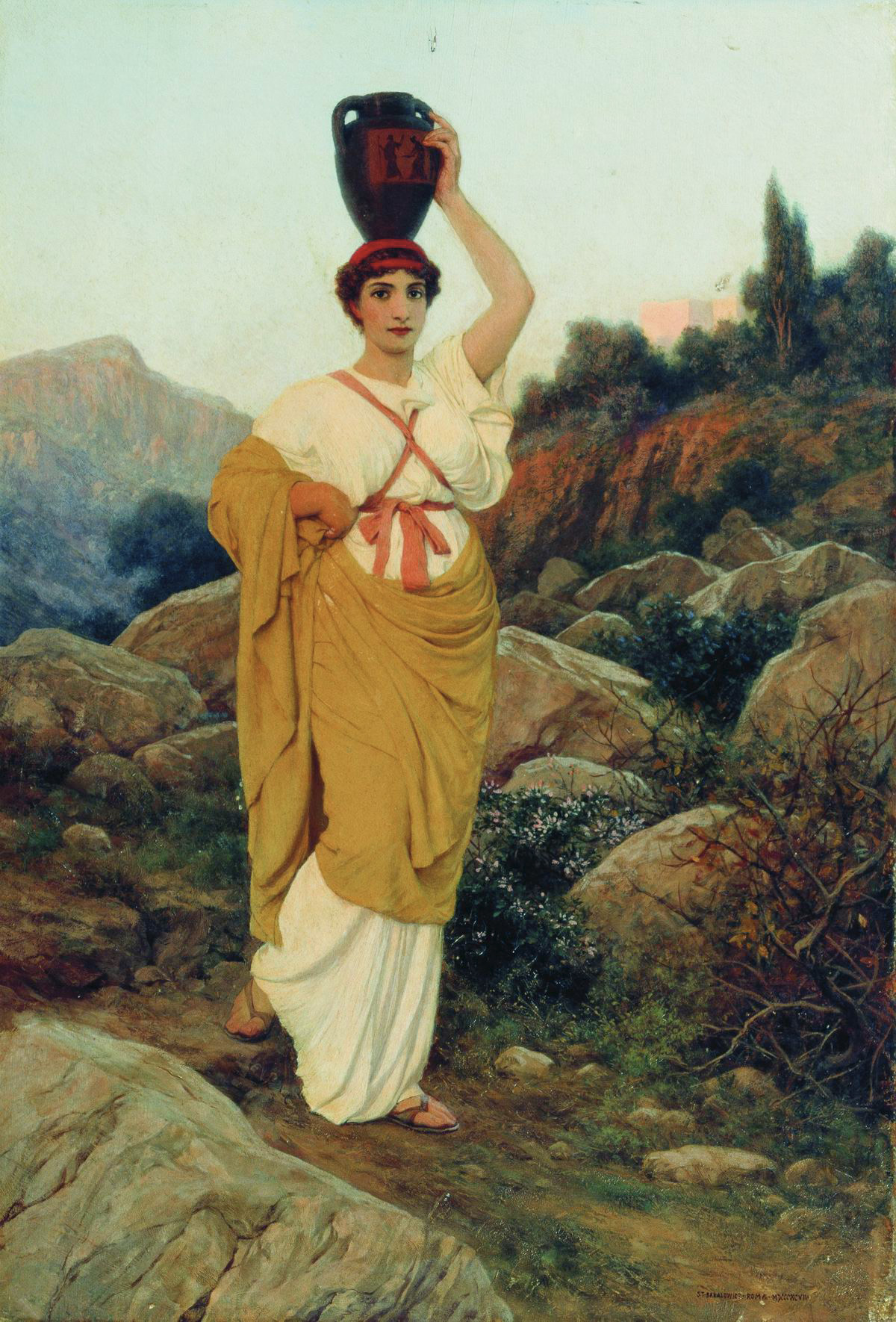
La Grecque Musée-zapovednik d'architecture et des beaux-arts de Pereslavl-Zalesski, Russie.
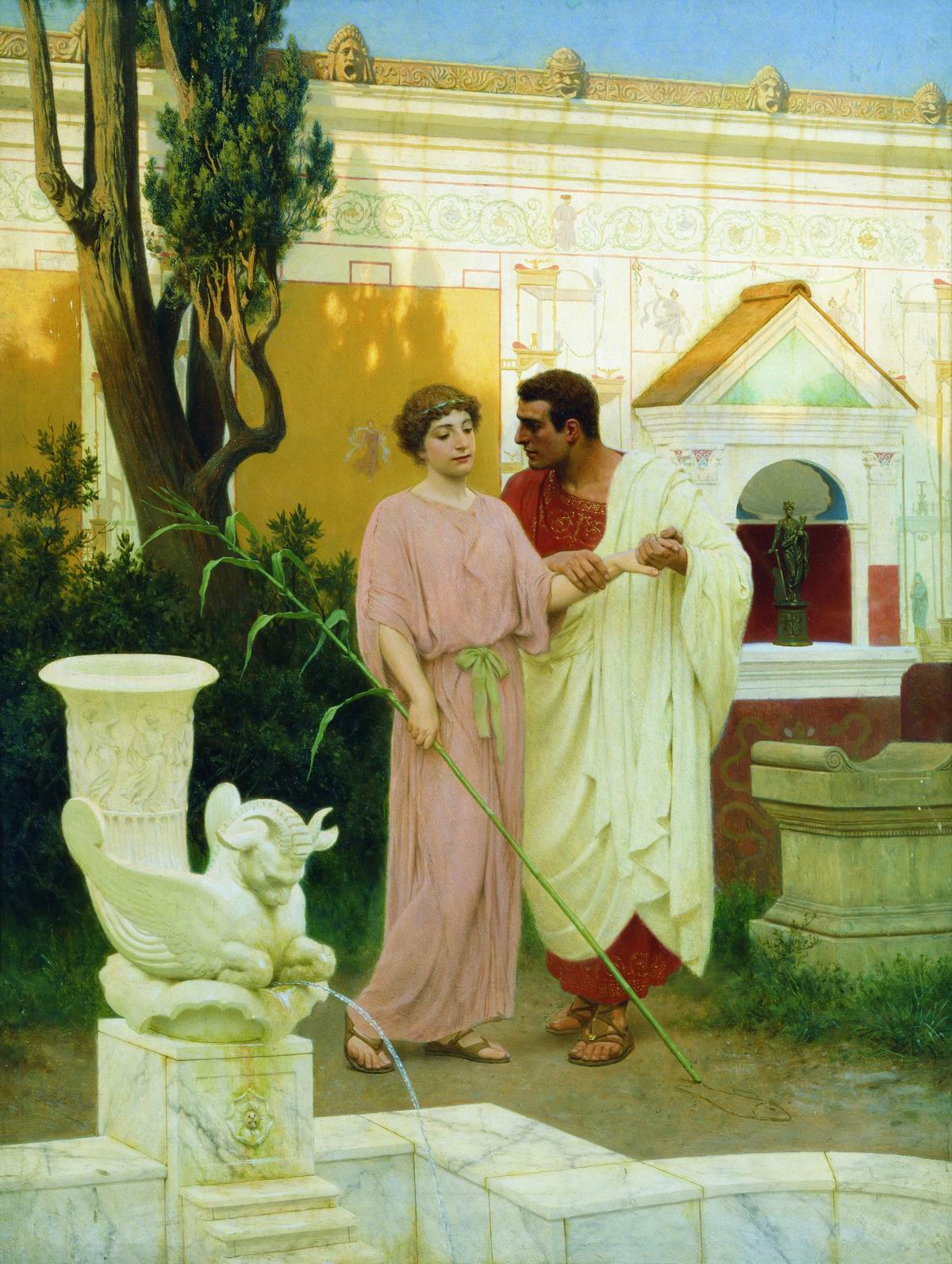
Question et réponse (1900)
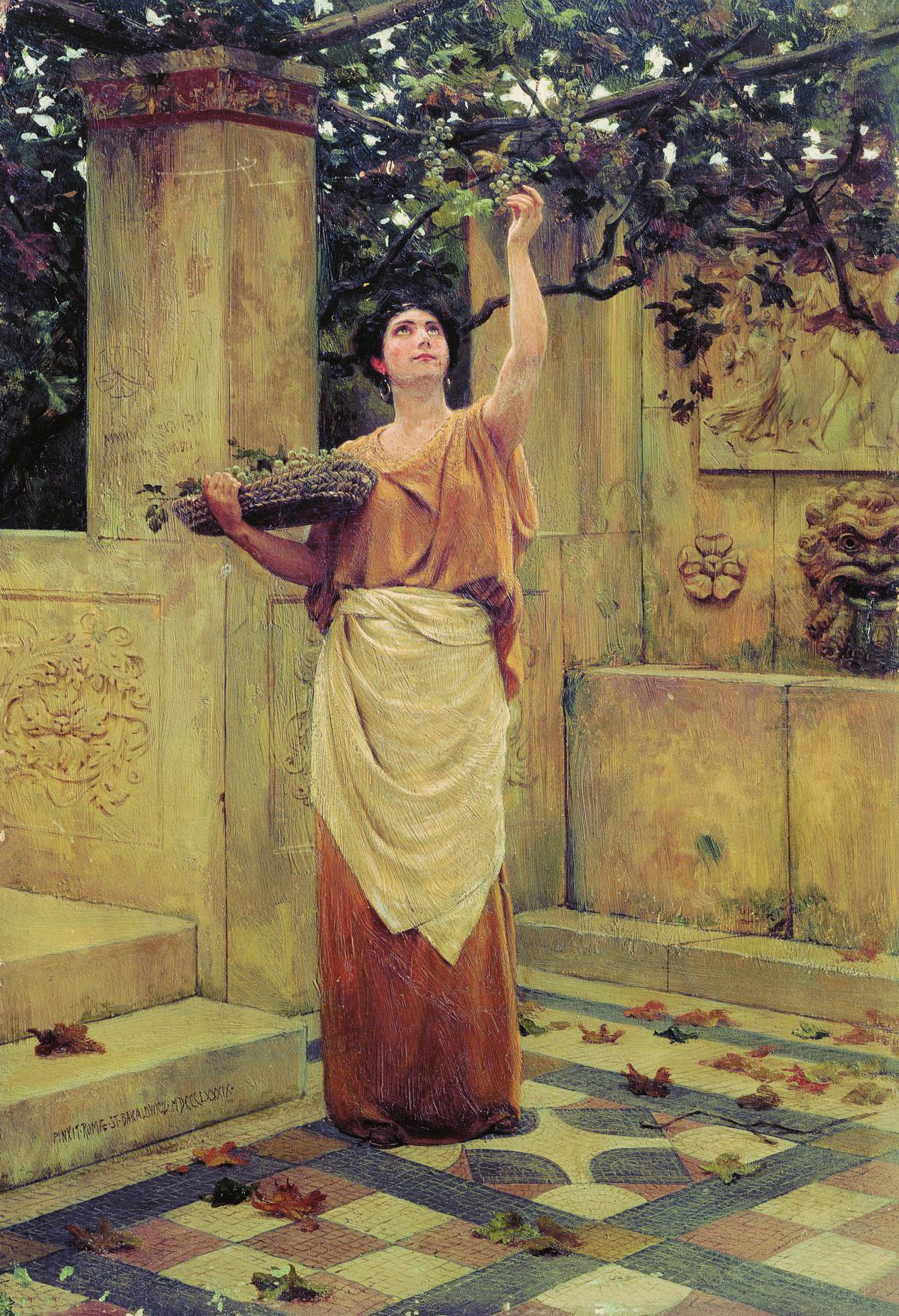
Octobre. 1889, Kostroma, Russie, Musée-zapovednik d'architecture et des beaux-arts.
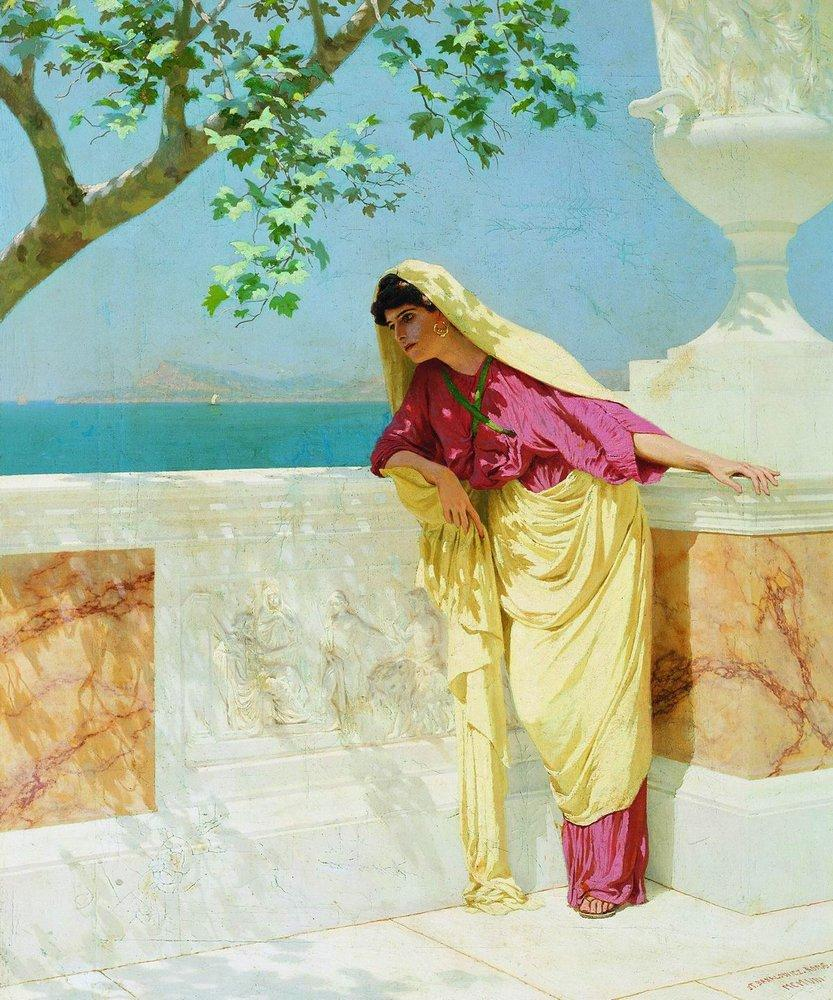
Grecque au bord de la mer.1908, Musée-appartement Isaak Brodsky à Saint-Pétersbourg

Pour ses contemporains, Bakałowicz fut l'épigone de l'épigone. Il était considéré comme un disciple de Henryk Siemiradzki, qui lui-même était comparé à Lawrence Alma-Tadema. Ces comparaisons avec ses précurseurs sont présentes dans le rapport de l'exposition de l'académie pour l'année 1889, qui note que «malgré la faiblesse du contenu de ses œuvres l'on ne peut s'empêcher d'admirer le goût de ses compositions, la force et l'harmonie de leurs couleurs, la subtilité de leur exécution». Plus tard, Alexandre Benois écrivit dans son Histoire de la peinture russe du XIX s. :

« Le seul charme des toiles de Bakałowicz, c'est leur mise en scène qui n'est pas dépourvue de poésie, révélant une grande connaissance des fouilles de Pompeï. Ses patios, ses jardins, dans lesquels il plante ses chrysalides de porcelaine, sont parfois très délicats avec leur caractère provincial confortable. Bakałowicz, après Alma-Tadema, a compris le charme ancien d'un art mineur et domestique et c'est cette compréhension, peut-être, qui a dans une certaine mesure sauvé ses œuvres de l'oubli. »

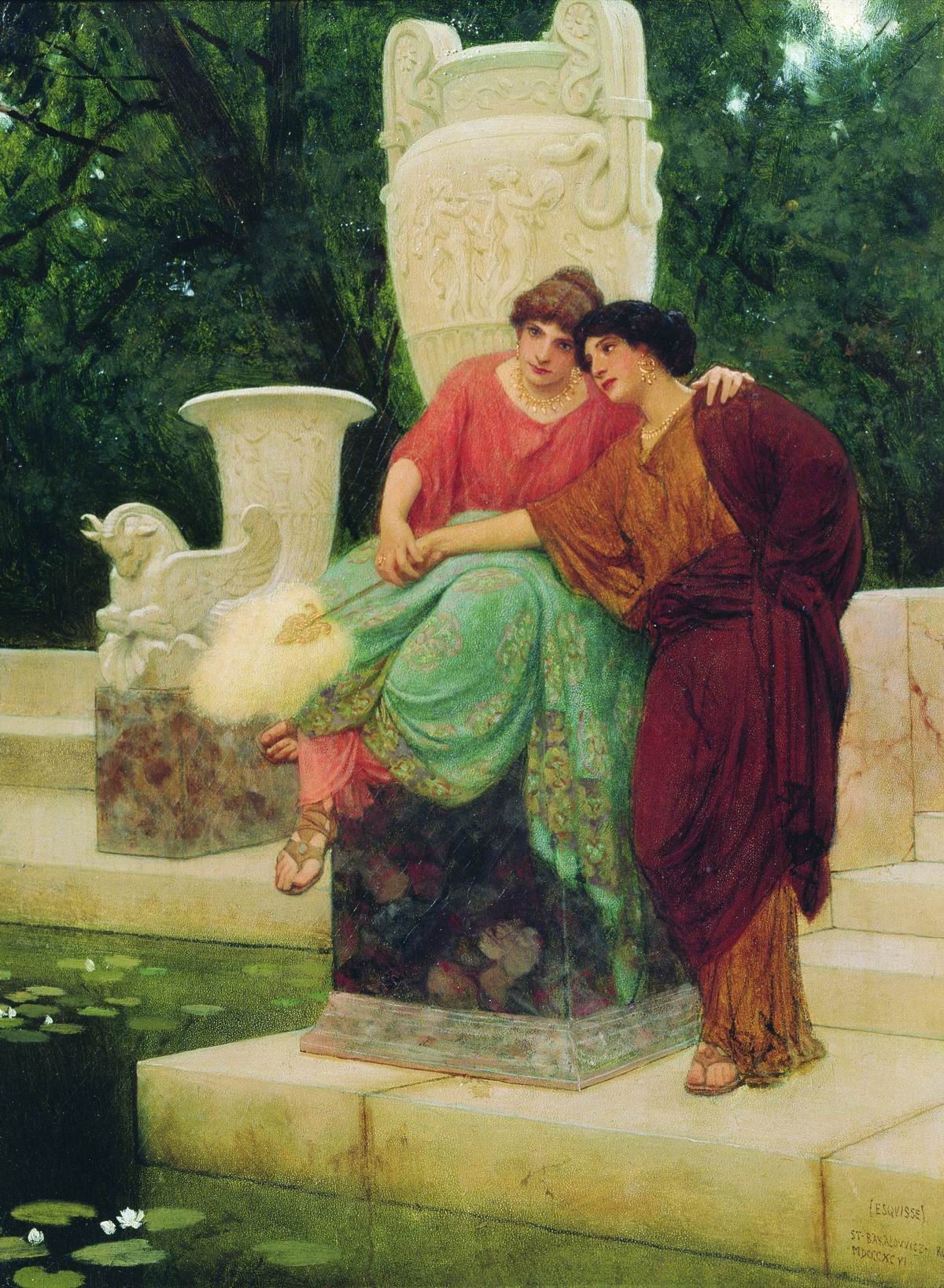
Scène de la vie romaine. 1896, Musée-réserve de Novgorod.

Pour certains critiques, ce n'est pas Siemiradzki qui a eu une forte influence sur Bakałowicz, mais bien Fiodor Bronnikov. Suivant Pyotr Gnedich (en), Bakałowicz peut même être appelé son disciple. Comme chez Bronnikov, le sujet a relativement peu d'importance sur la toile, et il s'agit le plus souvent de sujets anecdotiques; le plus important pour lui étant l'harmonie générale des tons et le charme fascinant des coins de maisons et de jardins de Pompéï. Cependant, à l'intérieur de son propre genre il est supérieur à tous ses camarades qui ont étudié l'antiquité à la suite de Lawrence Alma-Tadema. La critique Kryjanovskaïa souligne également le fait que les toiles de  Bakałowicz sont dépourvues de profondeur et que le spectateur ne parvient pas à savoir qui sont ces personnages aux profils antiques parfaits drapés dans des vêtements classiques antiques. Le peintre ne répond pas à ces interrogations. Même s'il utilise un sujet antique concret, il se limite à la mise en place techniquement parfaite de figures sans expressions dans un cadre antique (Édit de Marie). Le critique littéraire Vladimir Tchouïko (ru) a comparé les travaux des peintres Lawrence Alma-Tadema, Henryk Siemiradzki, et Bakałowicz. Ces peintres de genre historique prenaient leur tâche au sérieux et cela nécessitait une ouverture aux phénomènes sociaux antiques. Bakałowicz représentait la vie intime de l'antiquité et par nature il était influencé par la peinture de genre de style français et moderne. Cela n'enlève rien à la poésie et à la sincérité de son œuvre.

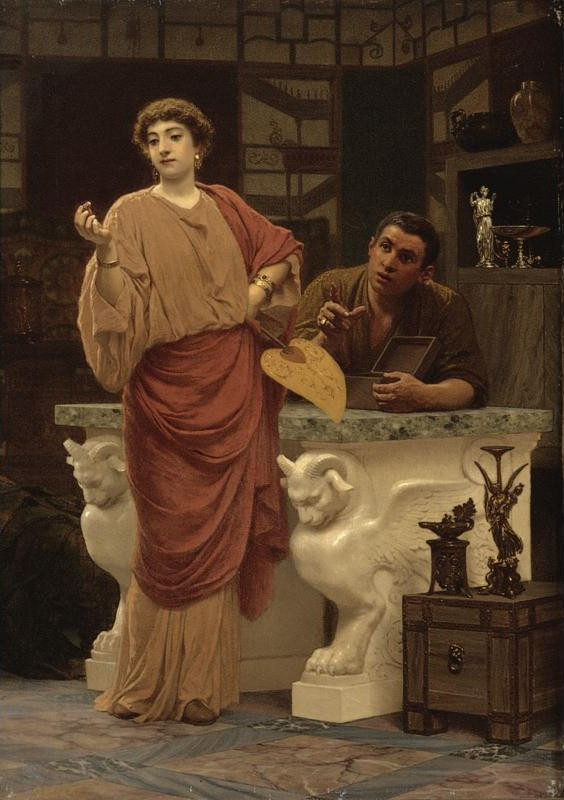
Petits bijoux, collection privée.

On sait que la toile Question et réponse a été créée par Bakałowicz en 1900 d'après le sujet du roman d'Henryk Sienkiewicz Quo vadis ?. Е. Rjevskaïa considère qu'il s'agit d'une toile philosophique sur l'amour. Les héros peuvent être identifiés comme représentant les personnages du roman Marc Vinicius et la jeune chrétienne Ligia. L'artiste parvient à montrer l'émergence du sentiment de l'amour entre eux. Un accent particulier est mis dans le geste du jeune homme prenant le bras de la jeune fille. L'anxiété et la tendresse de l'héroïne ressort en même temps de la scène. Certains sujets de Bakałowicz ont été directement inspirés de la poésie de l'époque de Cicéron et de César. Ainsi la toile Petits bijoux est clairement inspirée de l'œuvre de Catulle, représentant une beauté romaine insouciante, admirant les pièces de la boutique d'un bijoutier. Catulle lui-même est devenu le personnage d'un portrait de groupe réalisé en 1885 et acquis par Pavel Tretiakov pour sa Galerie Tretiakov. La composition renvoie à l'amitié touchante de Catulle pour ses amis et à la période préférée de l'année, l'automne .

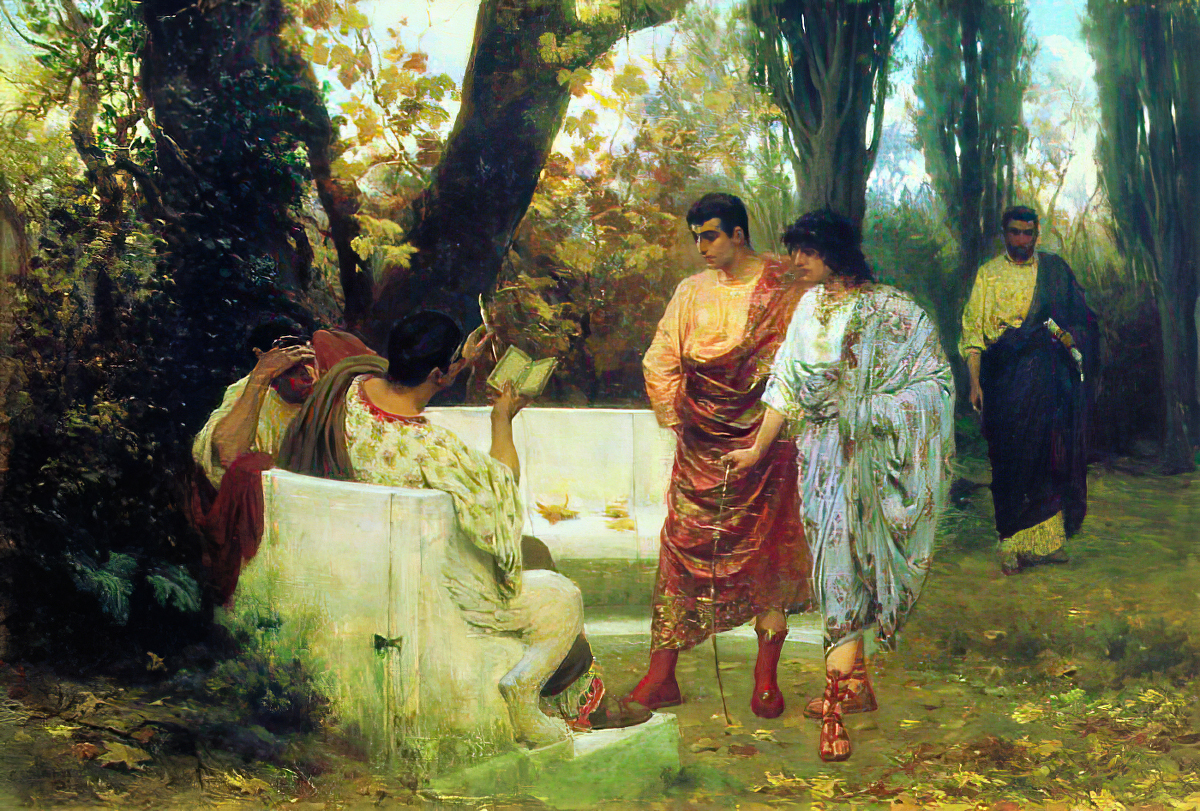
Le poète romain Catulle lisant ses poèmes à ses amis. 1885. Galerie Tretiakov Moscou.

Е. Nesterova observe que  Bakałowicz choisit souvent des motifs de personnages dans un intérieur de chambre dont la dimension convenait parfaitement à celle de sa toile. L'éclairage est dirigé de telle manière à mettre en valeur les personnages principaux. Ses premières toiles se caractérisaient, par contre, par des couleurs sombres qui donnent une stylisation élégante à ses personnages (comme dans Gladiateurs avant l'entrée dans l'arène 1891) . 

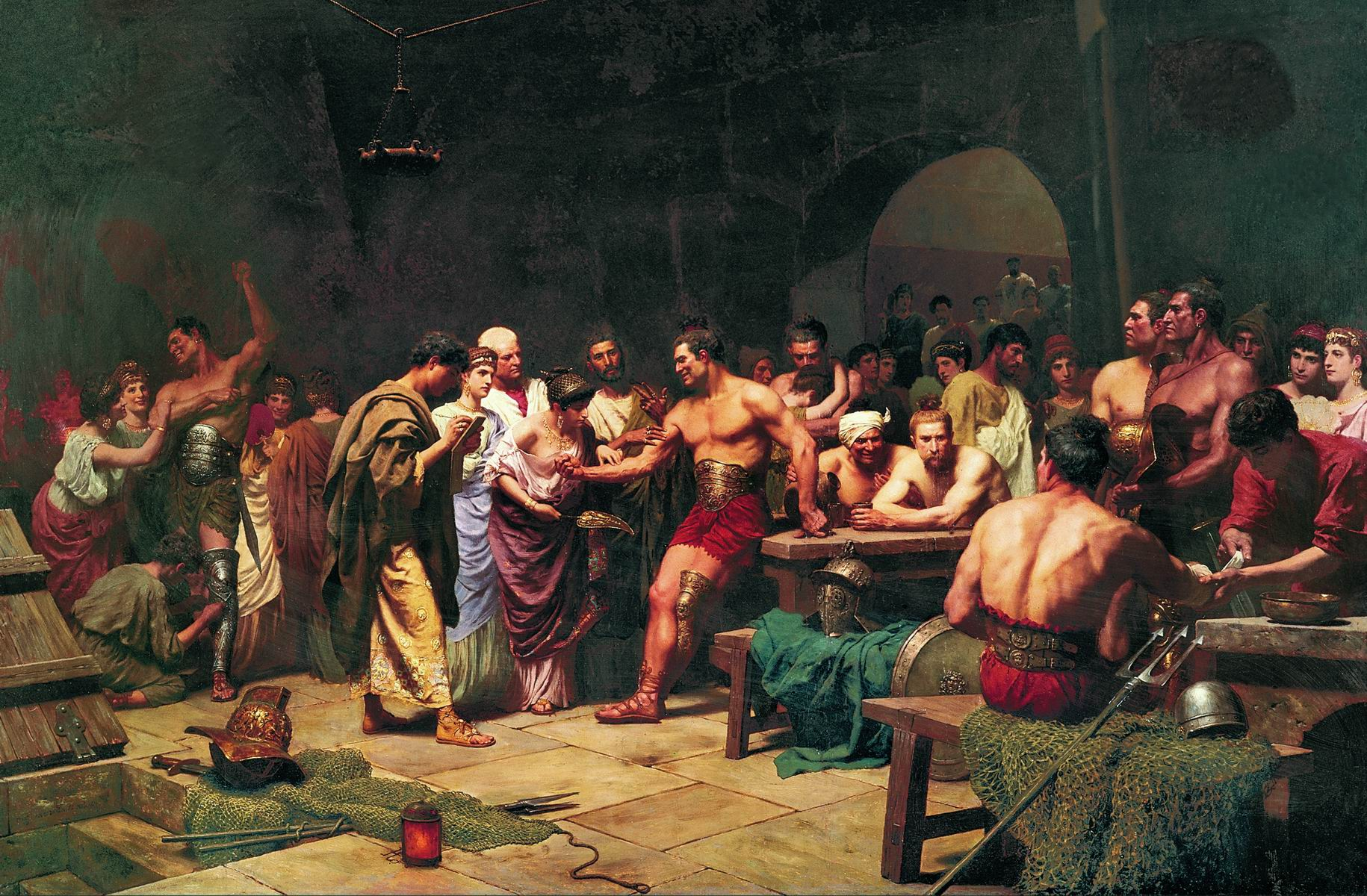
Gladiateurs avant l'entrée dans l'arène (1891)

La vie quotidienne ordinaire des anciens Romains l'attirait, par contre il n'aimait pas représenter des nus féminins ou des gros plans. . Dans de nombreux tableaux, ni le héros, ni l'évènement représenté ne jouent un grand rôle.Ivan Tsvetaev (en) avait planifié de faire intervenir Bakalowicz pour créer des panneaux décoratifs et informatifs pour la salle romaine en cours de création au Musée des Beaux-Arts Pouchkine. Ce projet ne s'est finalement pas réalisé .
Les caractéristiques artistiques des toiles de Bakałowicz ont déterminé le cercle de ses acheteurs. Selon Nesterova, les petites toiles de l'artiste semblent destinées à un salon bourgeois ou à un bureau de professeur. Ses reconstitutions archéologiques de la vie antique, réalisées avec soin et précision semblaient être elles-mêmes des objets antiques, des instantanés photographiques datant d'une époque lointaine,,.

### En langue russe
- (ru) « L'académicien S. V. Bakałowicz », 38, Niva (revue),‎ 1911, p. 696-698
- (ru) A Benois., Histoire de la peinture russe du XIX, Moscou., Respublica, 1999, 448 p. (ISBN 5-250-02693-1)
- (ru + et + pl) Bogoslovskaïa I., « Matériaux peu connus de la vie et de l’œuvre de Bakałowicz dans la presse russe et polonaise », Sztuka Europy Wschodniej = Искусство Bосточной Европы = Art of Eastern Europe,‎ 2016, p. 385-399
- (ru) Iakov Brouk et Lidia Iovleva, Catalogue de la Galerie Tretiakov, t. 4: Peinture de la seconde moitié du XIX s, Livre 1, А—М, Moscou, Krasnaïa plochad /Красная площадь,‎ 2001, 528 p. (ISBN 5-900743-56-X)
- (ru) P Gneditch et N. Gatachvili, Histoire de l'art. Europe et Russie : maître de la peinture, Moscou., Média Group, 2014, 448 p. (ISBN 978-5-3730-5329-7)
- (ru) Stepan  Bakałowicz, Moscou, Belyi gorad; Voskresnyi den, 2013, 100 p. (ISBN 978-5-7793-4083-0, lire en ligne)
- (ru) Elena Gordon (Гордон, Елена Сергеевна), « Peinture russe académique de la seconde moitié du XIX s. », 3, Vestnik Moskovskogo universitet [Вестник Московского университета], série. 8 (Histoire),‎ 1984, p. 66—78
- (ru) Kondakov S ., Annuaire du jubilé de l'académie impériale des beaux-arts. 1764—1914, t. 2, Saint-Pétersbourg., Tovaritchestvo Golike et Vilborg (Товарищество Р. Голике и А. Вильборг),‎ 1915, 454 p. (lire en ligne), p. 11
- (ru) Maria Krijanovskaïa (née en  1930) — critique d'art, publiciste soviétique et russe . Docteur en histoire (1970). et А.Leonova, art russe : notes sur la vie et l'oeuvre de peintres de la seconde moitié du XIX s., t. II, Moscou, Isskoustvo,‎ 1971, Stepan Bakałowicz (1857—1947), p. 459-464
- (ru) Nesterova Е., Académisme tardif et salon , album, St-Pétersbourg, Aurora; Siècle d'or,‎ 2004, 472 p. (ISBN 5-342-00090-4)
- (ru) Nesterova Е., « Peinture académique tardive en Russie : genre historique », Sztuka Europy Wschodniej = Искусство Bосточной Европы = Art of Eastern Europe,‎ 2016, p. 349-362
- (ru) Rjevskaïa Е. А., « Lyrisme sensuel dans l'art académique de la seconde moitié du XIXe-début du XXe siècle: sur l'exemple de la créativité de S. Khlebovsky, G. semiradsky, V. kotarbinsky, S. Bakalovichй », Sztuka Europy Wschodniej = Искусство Bосточной Европы = Art of Eastern Europe,‎ 2013, p. 429-440
- (ru) A. Romanovsky, Academicism in Russian Art, Moscou., Belyi gorod, 2005, 415 p. (ISBN 5-7793-0904-3)

### En d'autres langues
- (it) « Artisti russi a Roma all'inizio del Novecento tra esposizione internazionale e avanguardie », Archivio russo-italiano V. Russi in Italia / Русско-итальянский архив V. Русские в Италии,‎ 2009, p. 13—96
- Boyer V., « Entre rêverie et authenticité – une immersion dans l'Égypte ancienne avec le peintre Stefan Bakałowicz », Studies in Ancient Art and Civilisation, 2020 (DOI 10.12797/SAAC.24.2020.24.13), p. 277—298